# Paul Pietsch
Paul Pietsch, né le 20 juin 1911 à Fribourg-en-Brisgau et mort le 31 mai 2012 à Titisee-Neustadt, est un pilote automobile allemand. Auteur de trois participations en championnat du monde de Formule 1, il a été entre le 19 mars 2003 (avec le décès de Karl Kling) et le 31 mai 2012 le doyen des pilotes de Formule 1 encore en vie.

## Biographie

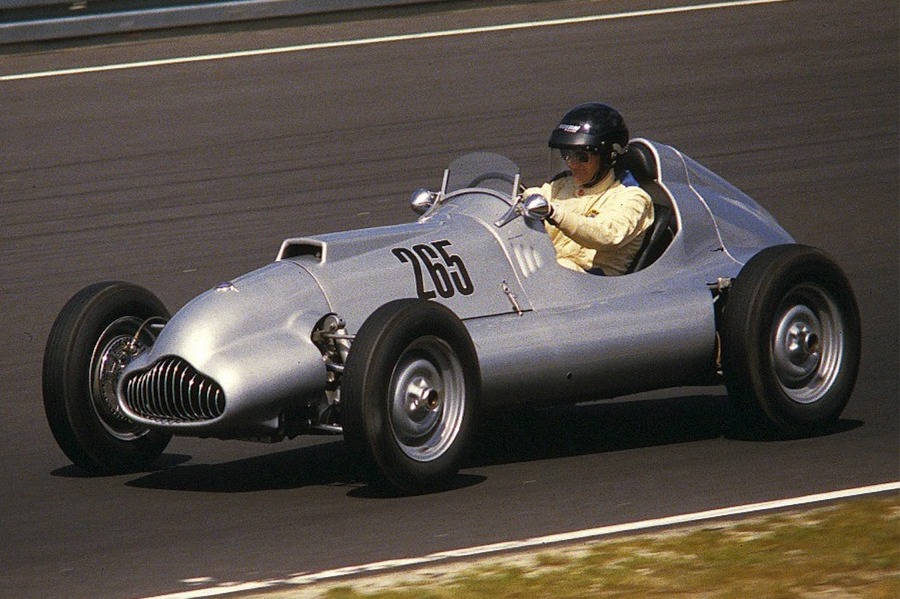
La Veritas Meteor de Paul Pietsch.

Paul Pietsch, fils d'une brasseuse, commence sa carrière de pilote automobile en 1932, en rachetant une Bugatti à Heinrich-Joachim von Morgen, qu'il utilise en s'inscrivant en privé. Dès 1933 il change de véhicule pour une Alfa Romeo Monza qu'il utilise aussi l'année suivante pour participer à des courses sur glace en scandinavie (2e de l'Eläintarhanajo 1934) et à des courses de côte. Approché par Mercedes et Auto Union il intègre la deuxième écurie en 1935, mais la conception de l'Auto Union Type B en fait une voiture très difficile à piloter et il termine la saison sans résultat probant. La découverte d'une liaison entre son épouse, Ilse et son copilote, Achille Varzi précipitent le départ de l'écurie à la fin de la saison.
Il se recentre sur les affaires en 1936 et revient en Grands Prix en 1937, sur une vieille Maserati 6C-34 appartenant à László Hartmann. Il poursuit les deux années suivantes au volant de diverses Maserati. Il se met en évidence lors du Grand Prix d'Allemagne 1939, où il mène deux tours avant de chuter en troisième position à cause d'un problème électrique, à un tour de son compatriote Rudolf Caracciola. Mercedes songe alors à le recruter pour la saison 1940, mais la Seconde Guerre mondiale met fin à toute perspective de compétition.
La guerre finie, il fonde avec un ami la société Motor Presse Stuttgart et un magazine Das Auto, à une époque où la priorité n'est pas donnée au renouveau de l'industrie automobile.
Il participe, par la suite, au championnat du monde de Formule 1 en 1950, 1951 et en 1952 au volant d'une Maserati, d'une Alfa Romeo et d'une Veritas. Pour sa première course, lors du Grand Prix d'Italie 1950, il abandonne dès le début de la course à la suite d'une casse moteur. Malgré deux septièmes place sur la grille de départ, il est également contraint à l'abandon au Grand Prix d'Allemagne 1951 (à la suite d'un spectaculaire accident dont il sort indemne) et au Grand Prix d'Allemagne 1952 (boîte de vitesses cassée).Il remporte des épreuves Sport sur le Nürburgring entre 1950 et 1952 sur Veritas RS.
Paul Pietsch arrête alors la compétition automobile, pour se recentrer complètement sur ses talents de rédacteur et d'éditeur de magazines de motocyclisme et d'automobile. Sa compagnie Motor Presse Stuttgart devient la plus grande sur le marché européen pour la technologie et pour les magazines d'intérêts spéciaux. Il meurt à son domicile le 31 mai 2012, trois semaines avant son cent-unième anniversaire.

## Résultats en courses de côte
- Sudeten (Ober-Schreiberhau) 1932 (Bugatti)[4]
- Ploskovice-Ober-Rzepsch (Litoměřice) 1932 (Bugatti)
- Lückendorf (Zittau) 1933 (Alfa Romeo)
- Sudeten (Ober-Schreiberhau) 1933 (Alfa Romeo)
- Ratisbona (Kelheim) 1933 (Alfa Romeo, deux fois)
- Sudeten (Ober-Schreiberhau) 1934 (Alfa Romeo)
- Feldberg (Taunus) 1934 (Alfa Romeo)
- Montreux-Caux 1934 (Alfa Romeo)

## Résultats en championnat du monde de Formule 1
| Saison | Écurie              | Châssis          | Moteur              | Pneus     | GP disputés | Points inscrits | Classement |
| ------ | ------------------- | ---------------- | ------------------- | --------- | ----------- | --------------- | ---------- |
| 1950   | Privé               | Maserati 4CLT/48 | Maserati 4CLT L4 c  | Pirelli   | 1           | 0               | Nc.        |
| 1951   | SA Alfa Romeo       | Alfetta 159      | Alfa Romeo 158 L8 c | Pirelli   | 1           | 0               | Nc.        |
| 1952   | Motor-Presse-Verlag | Veritas Meteor   | Veritas L6          | Englebert | 1           | 0               | Nc.        |